# Ivan Maksimovič Sošenko
Ivan Maksimovič Sošenko (ukr. Іван Максимович Сошенко - Ivan Mskymovyč Sošenko); (Boguslav, 2. lipnja 1807. – Korsunj, 18. srpnja 1876.), ukrajinski slikar koji je svoju uspješnu karijeru gradio tijekom sve dinamičnijeg razvoja likovne umjetnosti u Ruskom carstvu. 
Studirao je između 1834. i 1838. u Sankt Peterburgu na Akademiji primijenjenih umjetnosti, a potom je od 1839. do 1849. nastavio podučavati u ukrajinskim gradovima Nižinu i Kijevu. Autorska djela Ivana Sošenka su uključivala portrete, žanrovske scene, krajolik i religiozne ikone. Mihajlo Čalij je napisao biografiju Sošenka tijekom njegova boravka u Kijevu 1876. godine.    
Godine 1835. Ivan Sošenko se sprijateljio s umjetnikom Tarasom Ševčenkom te ga je podučavao u tehnici crtanja vodenim bojama. Sošenko je Ševčenka, inače oca moderne ukrajinske nacije, predstavio vrlo utjecajnim osobama tog razdoblja poput ukrajinskog pisca Jevgenija Pavloviča Hrebinke, ruskog pisca Vasilija Andrejeviča Žukovskog, ili pak ruskih slikara Karla Pavloviča Brjullova ili Alekseja Gavriloviča Venecianova. Ivan Sošenko je u konačnici pomogao osloboditi kmetskog statusa talentiranog umjetnika Tarasa Ševčenka te ga je pomogao tijekom dolaska u umjetničke krugove Sankt Peterburga. 

## Vanjske poveznice
- The Ukrainian artist Soshenko I.M. 1807-1876 (Carrara marble 0,35x0,35x0,60)
- Сошенко Іван, «Не було б Сошенка — не було б Шевченка»  Arhivirana inačica izvorne stranice od 26. studenoga 2011. (Wayback Machine)
- Сошенко Іван Максимович  Arhivirana inačica izvorne stranice od 28. rujna 2009. (Wayback Machine)